# Ekspierimientalnyj (obwód orenburski)
Ekspierimientalnyj (ros. Экспериментальный) – osiedle w Rosji, w obwodzie orenburskim, w rejonie orenburskim. W 2010 liczyło 1928 mieszkańców.